# Дом А. Г. Бособрода
Дом А. Г. Бособрода или Дом, где в 1917 году была создана прилукская организация большевиков — памятник истории местного значения в Прилуках.  

## История
Решением исполкома Черниговского областного совета народных депутатов трудящихся от 31.05.1971 № 286 присвоен статус памятник истории местного значения с охранным № 157 под названием Дом, где в 1917 году была создана прилукская организация большевиков.

## Описание
Дом построен в 1903 году. Одноэтажный, деревянный, облицованный цементной плиткой, прямоугольный в плане дом, с четырёхскатной шиферной крышей. Имел одну комнату с кухней. К северной стене дома пристроена веранда.
Дом принадлежал местному революционному деятелю Александру Григорьевичу Бособроду, убитому в конце 1918 года на трибуне. Ему в 1985 году на доме № 102 улицы Бособрода была установлена мемориальная доска.
2 декабря 1917 года тут на нелегальных сборах прилукских большевиков (Прилукская организация РСДРП (б)) при участии представителей Киевской и Кременчугской партийных организаций были избраны уездные партийные комитеты. Тогда же был разработан план вооружённого восстания против войск Центральной Рады.